# Трифонов, Ивайло
Ивайло Трифонов (болг. Ивайло Трифонов; род. 1 июня 1941 года, дер. Горни Дубник, Болгария) — болгарский партийный и государственный деятель. Управляющий делами президента Болгарии Желю Желева (1990—1994), заместитель премьер-министра Болгарии (1994—1995), бывший посол Республики Болгария в Югославии (1997—2001). Выпускник Московского энергетического института.

## Биография
Ивайло Трифонов (Ивайло Пелов Трифонов) родился в болгарском селе Горни Дубник (муниципалитет Долни Дабник, Плевенская область) 1 июня 1941 года. Высшее образование получил в Московском энергетическом институте (МЭИ).
В 1965 году, после окончания в г. Москве энергетического института (ныне Национальный исследовательский университет «МЭИ») занимался преподавательской деятельностью, читал лекции по общей физике в Софийском университете. В 1989 году стал членом болгарского клуба «За гласность и демократию», а с 1990 года является членом Координационного совета Союза демократических сил (UDF) и его секретарём. С 1990 по 1994 год возглавлял управление делами президента Болгарии Желю Желева (1935—2015). С 1994 по 1995 год был заместителем премьер-министра Болгарии. В период с 1997 по 2001 год был послом Республики Болгария в Югославии. С 2001 года является представителем софийского муниципалитета Кремиковци в Белграде.